# Aechmophorus
Aechmophorus és un gènere d'ocells de la família dels podicipèdids que habita en Amèrica del Nord.

## Morfologia
- Són dos ocells esvelts amb colls llargs.
- Fan 56-74 cm de llargària
- Encara que les dues espècies s'assemblen molt, la forma i el color del bec, així com les plomes al voltant dels ulls escarlata es poden utilitzar per diferenciar ambdues espècies.

## Hàbitat i distribució
Les dues espècies viuen a l'oest dels Estats Units i Mèxic, a zones d'aigua dolça amb vegetació palustre. Les aus septentrionals, en hivern, volen de nit cap a badies i estuaris de la costa del Pacífic.

## Reproducció
Fan el niu en general en pantans d'aigües poc profundes. Els dos sexes ajuden a construir una plataforma flotant de la vegetació. Les parades nupcials són extremadament complexes i ritualitzades. Ponen 2 – 4 ous.

## Alimentació
Aquestes espècies, com la major part dels cabussons s'alimenten principalment de peixos. També mengen crustacis, insectes, cucs i amfibis.

## Taxonomia
S'han descrit dues espècies:
- Cabussó nord-americà comú (Aechmophorus occidentalis).
- Cabussó nord-americà carablanc (Aechmophorus clarkii).